# J/24
L'imbarcazione a vela J/24 è il monotipo a chiglia fissa più popolare del mondo. È stato progettato da Rod Johnstone nel 1976 e nei primi vent'anni sono stati prodotti oltre 5200 scafi. Era la prima barca costruita dal cantiere J boats ed è stato basato sul prototipo "Ragtime" realizzato nel garage di Rod Johnstone.

## Storia
La produzione in serie del J/24 è iniziata nel 1977 e subito l'imbarcazione si è mostrata vincente in regata. La classe monotipo è presente in quasi 40 paesi con oltre 100 flotte attive.

## Descrizione
In regata l'equipaggio del J/24 è composto solitamente da cinque elementi, ma le regole della categoria richiedono soltanto che ci sia un equipaggio minimo di tre, con un peso totale inferiore a 400 kg.
Il J 24, scafo dislocante e adatto alle regate, è dotato di interni relativamente spaziosi, con quattro cuccette, serbatoio dell'acqua dolce e lavabo che rendono l'imbarcazione adatta anche alla crociera costiera.